# エレブルー

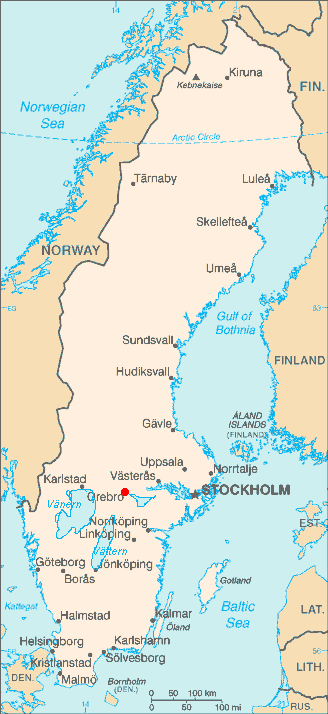
エレブルーの位置

エレブルー（スウェーデン語: Örebro [œrɛˈbruː] ( 音声ファイル)）は、スウェーデン中部、ネルケ地方の都市。中心部人口は125,817人（2019年）、市人口は156,987人（2021年）で国内第7位である。また当市は2020年現在、305,643人を擁するエレブルー県の県都でもある。

## 歴史
エレブルーは中世に商業に格好の立地であった。市の中心には町を南北に分ける川が流れ、町の中心となる場所に小島が浮かんでいた。その島に壮大なエレブルー城が建設されたのは1560年代、グスタフ1世の治世である。
交易の町であったにもかかわらず、エレブルーは国内の靴製造業の中心となる19世紀半ばまで規模の小さな町であった。

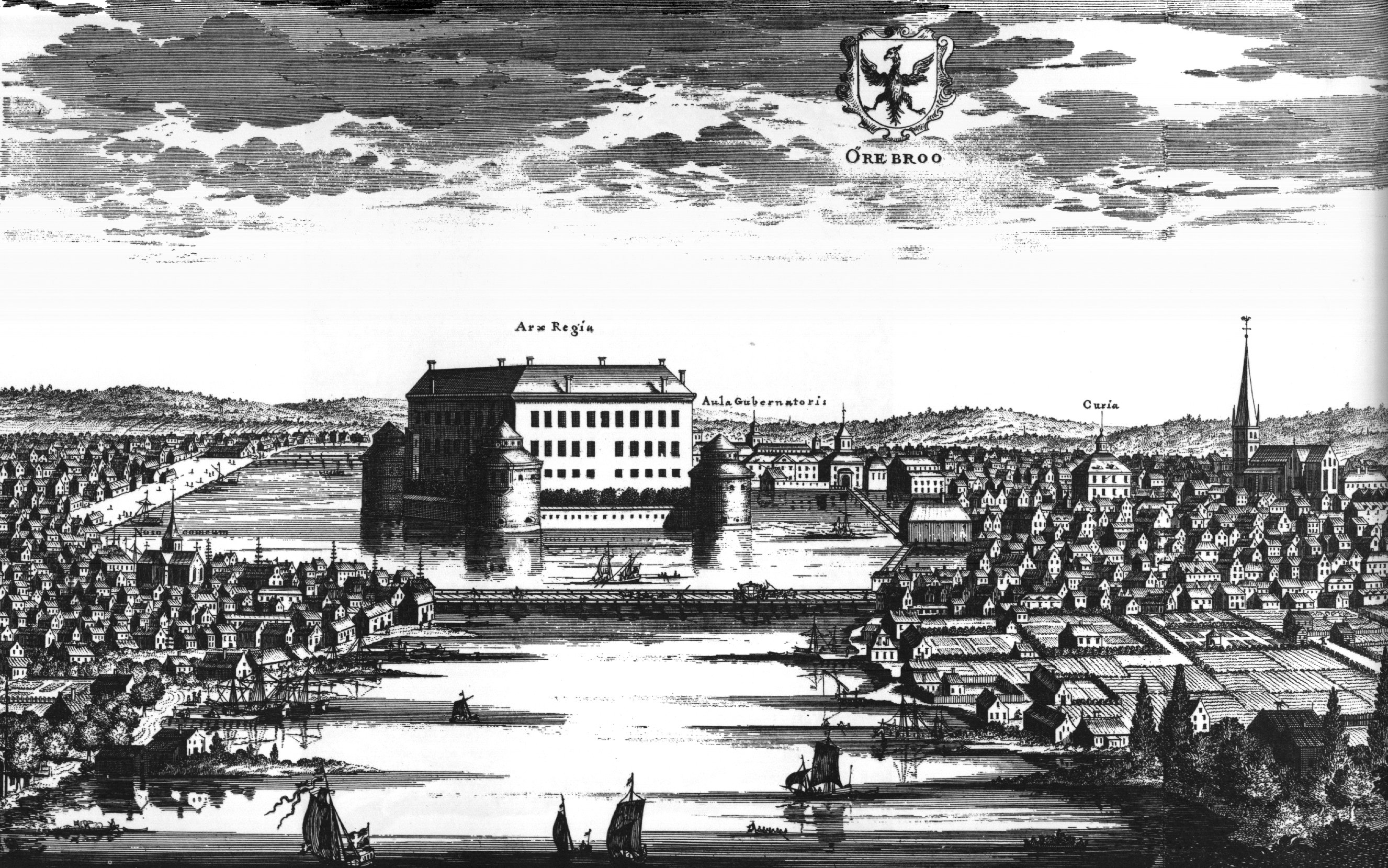
1700年のエレブルー。中心には城が見える。

## 名所

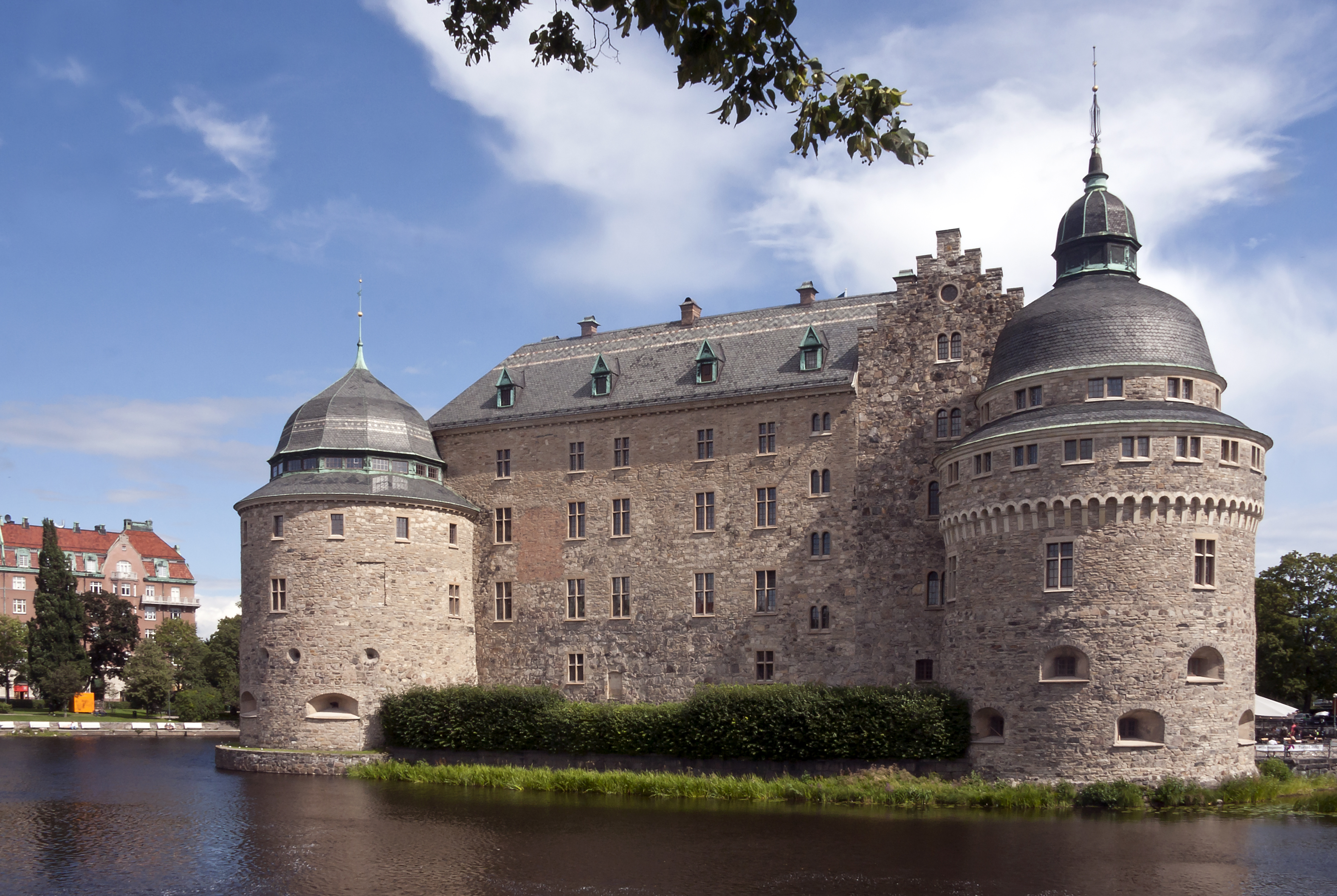
エレブルー城

- エレブルー大学 - 現在約14,000人の学生と1,300人の職員を抱える大学。

## 出身人物
- オラウス・ペトリ (1493-1552、聖職者)
- ローレンティウス・ペトリ (1499-1573、聖職者)
- ヤルマル・ベリマン (1883-1931、作家)
- マンネ・シーグバーン (1886-1978、物理学者・1924年ノーベル物理学賞受賞者)
- ベルティル・リンドブラッド (1895-1965、天文学者)
- ロニー・ピーターソン (1944-1978、F1ドライバー)
- オラ・ブランカート (1956-2008、ABBAドラマー)
- スティグ・ブロンクビスト (1946-、ラリードライバー)
- ダニエル王子 (1973-、スウェーデン王子)
- ニーナ・パーション (1974-、カーディガンズヴォーカリスト)